# چارلز استانتون اوگل
چارلز استانتون اوگل (انگلیسی: Charles Stanton Ogle؛ ‏ ۵ ژوئن ۱۸۶۵ – ۱۱ اکتبر ۱۹۴۰) بازیگر اهل ایالات متحده آمریکا بود. وی بین سال‌های ۱۹۰۵ تا ۱۹۲۶ میلادی فعالیت می‌کرد.

## بخشی از فیلمشناسی
- فرانکنشتاین (۱۹۱۰)
- سرود کریسمس (۱۹۱۰)
- در اولین نگاه (۱۹۱۷)
- منبع (۱۹۱۸)
- بز (۱۹۱۸)
- جک استرا (۱۹۲۰)
- جزیره گنج (۱۹۲۰)
- میلیون‌ها دلار بروستر (۱۹۲۱)
- گسولین گاس (۱۹۲۱)
- مشتاق ازدواج (۱۹۲۱)
- قتل شبه‌عمد (۱۹۲۲)
- واگن سرپوشیده (۱۹۲۳)
- هالیوود (۱۹۲۳)
- راگلزهای رد گپ (۱۹۲۳)
- ده فرمان (۱۹۲۳)
- اسرار (۱۹۲۴)